# Việc Joe Biden rút khỏi cuộc bầu cử tổng thống Hoa Kỳ năm 2024
Vào ngày 21 tháng 7 năm 2024, Joe Biden, tổng thống Hoa Kỳ đương nhiệm của Đảng Dân chủ, đã tuyên bố rút khỏi cuộc bầu cử tổng thống Hoa Kỳ năm 2024 trong một tuyên bố trên mạng xã hội. Ông ủng hộ Phó Tổng thống Kamala Harris thay thế ông làm ứng cử viên của đảng trong cuộc bầu cử.

Biden đã tuyên bố ông sẽ tái tranh cử tổng thống trong cuộc bầu cử năm 2024, với Harris một lần nữa là người bạn đồng hành tranh cử của ông, vào ngày 25 tháng 4 năm 2023. Biden đã giành được đa số phiếu đại biểu áp đảo trong các cuộc bầu cử sơ bộ tổng thống của Đảng Dân chủ năm 2024 và đã được coi là ứng cử viên được cho là hợp lệ trước khi cuộc bầu cử sơ bộ kết thúc. Tuy nhiên, những lo ngại về sức khỏe xung quanh Biden đã xuất hiện trong nhiệm kỳ tổng thống của ông, chủ yếu là về tuổi tác và khả năng thực hiện nhiệm kỳ thứ hai của ông. Những lo ngại này tăng vọt vào tháng 6 năm 2024, sau cuộc tranh luận giữa Biden và ứng cử viên Đảng Cộng hòa Donald Trump. Màn trình diễn của Biden đã bị chỉ trích rộng rãi, với các nhà bình luận lưu ý rằng ông thường xuyên mất mạch suy nghĩ và đưa ra những câu trả lời quanh co, có vẻ ngoài ngập ngừng, nói giọng khàn khàn và không nhớ lại được số liệu thống kê hoặc bày tỏ ý kiến của mình một cách mạch lạc trong một số trường hợp. Sau đó, Biden phải đối mặt với những lời kêu gọi rút khỏi cuộc đua từ những người Dân chủ khác, và cả từ ban biên tập của một số hãng thông tấn lớn. Đến ngày 19 tháng 7, hơn 30 đảng viên Dân chủ cấp cao đã kêu gọi ông rút lui.
Bất chấp nhiều lời kêu gọi ông rút lui, Biden liên tục khẳng định rằng ông sẽ vẫn là ứng cử viên. Vào ngày 21 tháng 7, một lá thư có chữ ký đã được gửi đến tài khoản X của ông, trong đó ông rút lui khỏi ứng cử, viết rằng điều này "vì lợi ích tốt nhất của đảng tôi và đất nước", đồng thời tuyên bố rằng ông sẽ tiếp tục giữ chức tổng thống cho đến khi kết thúc nhiệm kỳ. Biden là tổng thống đương nhiệm đầu tiên kể từ khi Lyndon B. Johnson rút lui khỏi cuộc đua vào năm 1968, là tổng thống đầu tiên kể từ thế kỷ 19 rút lui sau khi chỉ phục vụ một nhiệm kỳ, và là tổng thống đầu tiên rút lui sau khi đã giành chiến thắng trong cuộc bầu cử sơ bộ.

## Lý lịch

### Các vị tổng thống trước đây không tái tranh cử
Theo truyền thống, hầu hết các tổng thống Hoa Kỳ đương nhiệm đã hoàn thành một nhiệm kỳ đầy đủ đã chọn ra tranh cử nhiệm kỳ thứ hai. Các tổng thống sau đây đủ điều kiện tái tranh cử sau khi hoàn thành một nhiệm kỳ đầy đủ tại vị, nhưng đã chọn không ra tranh cử:
- James K. Polk (tại vị 1845–1849): giữ lời hứa trong chiến dịch tranh cử là chỉ phục vụ một nhiệm kỳ
- James Buchanan (tại vị 1857–1861): giữ lời hứa trong chiến dịch tranh cử là chỉ phục vụ một nhiệm kỳ
- Rutherford B. Hayes (tại vị 1877–1881): giữ lời hứa trong chiến dịch tranh cử là chỉ phục vụ một nhiệm kỳ
- Calvin Coolidge (nắm quyền 1923–1929): đã chọn không ra tranh cử sau khi phục vụ một nhiệm kỳ một phần và một nhiệm kỳ đầy đủ
- Harry S. Truman (tại nhiệm 1945–1953): rút lui khỏi cuộc đua sau khi phục vụ một nhiệm kỳ bán phần và một nhiệm kỳ toàn phần
- Lyndon B. Johnson (tại nhiệm 1963–1969), đã rút lui khỏi cuộc đua sau khi phục vụ một nhiệm kỳ một phần và một nhiệm kỳ toàn phần

Được Quốc hội thông qua vào năm 1947 và được các tiểu bang phê chuẩn vào năm 1951, Tu chính án thứ 22 của Hiến pháp Hoa Kỳ áp đặt giới hạn hai nhiệm kỳ đối với các tổng thống. Trước khi có giới hạn nhiệm kỳ, nhiều tổng thống thường tuân theo truyền thống hai nhiệm kỳ không chính thức sau tiền lệ do George Washington đặt ra, người đã chọn không tái tranh cử sau khi phục vụ hai nhiệm kỳ.

### Biden là ứng cử viên cầu nối
Trong cuộc bầu cử tổng thống năm 2020, Tổng thống Joe Biden đã tự giới thiệu mình là ứng cử viên 'cầu nối' cho thế hệ lãnh đạo mới, một tuyên bố đã được phân tích một cách phê phán khi chiến dịch của ông chững lại vào năm 2024. Tuy nhiên, Biden đã phủ nhận tuyên bố của Politico rằng ông đang cân nhắc lời cam kết một nhiệm kỳ. Khi chiến dịch của Biden chững lại vào năm 2024, Axios đã trích dẫn lời học giả Anthony Fowler nói rằng, "Bạn có thể lập luận rằng ông ấy đang cố gắng có cả hai. Ông ấy đang cố gắng nói với mọi người rằng, 'Đừng lo, tôi chỉ tranh cử một nhiệm kỳ,' mà không bao giờ thực sự hứa hẹn rõ ràng điều đó". Năm ngày trước khi Biden rút khỏi cuộc đua, Bret Stephens đã viết một bài xã luận cho tờ The New York Times nói rằng Biden đã "phản bội lời hứa ngầm của mình là sẽ trở thành tổng thống chuyển tiếp một nhiệm kỳ. Nếu ông ấy kiên trì với lời hứa đó, ông ấy đã tránh được sự sỉ nhục của cuộc tranh luận vào tháng trước và Đảng Dân chủ sẽ không phải là đảng chán nản và chia rẽ như ngày nay."

### Ứng cử của Biden
Vào ngày 25 tháng 4 năm 2023, sau nhiều tháng đồn đoán, Biden xác nhận ông sẽ tái tranh cử tổng thống trong cuộc bầu cử tổng thống năm 2024, với Phó Tổng thống Kamala Harris một lần nữa là người bạn đồng hành tranh cử của ông. Chiến dịch được phát động bốn năm sau ngày bắt đầu chiến dịch tranh cử tổng thống năm 2020 của ông. Vào ngày ông tuyên bố, một cuộc thăm dò của Gallup cho thấy tỷ lệ chấp thuận của Biden là 37%, với hầu hết những người được khảo sát cho biết nền kinh tế là mối quan tâm lớn nhất của họ. Trong chiến dịch của mình, Biden đã thúc đẩy tăng trưởng kinh tế cao hơn và phục hồi sau đại dịch COVID-19. Ông thường xuyên tuyên bố ý định "hoàn thành công việc" như một lời kêu gọi chính trị.
Biden đã đưa việc bảo vệ nền dân chủ Hoa Kỳ trở thành trọng tâm trong chiến dịch của mình, cùng với việc khôi phục quyền phá thai của liên bang sau khi Tòa án Tối cao lật ngược phán quyết Roe kiện Wade. Ông cũng có ý định tăng kinh phí cho tuần tra biên giới và an ninh và tăng kinh phí cho lực lượng thực thi pháp luật cùng với cải cách cảnh sát. Biden hứa sẽ hỗ trợ, bảo vệ và mở rộng quyền LGBT, và thường xuyên quảng cáo việc thông qua Đạo luật Đầu tư Cơ sở hạ tầng và Việc làm, Đạo luật Khoa học và Khoai tây chiên và Đạo luật Giảm lạm phát trước đây của mình, một khoản đầu tư mang tính bước ngoặt để chống lại biến đổi khí hậu.
Biden đã đưa việc củng cố các liên minh của Hoa Kỳ trở thành mục tiêu chính trong chính sách đối ngoại của mình và hứa sẽ tiếp tục hỗ trợ Ukraina sau cuộc xâm lược của Nga vào nước này và Israel sau cuộc chiến của họ với Hamas, mô tả họ là "quan trọng" đối với lợi ích an ninh quốc gia của Hoa Kỳ. Biden hứa sẽ tiếp tục nỗ lực giải quyết tình trạng bạo lực súng đạn và bảo vệ Đạo luật Chăm sóc Giá cả phải chăng sau những bình luận từ Donald Trump cho rằng ông sẽ bãi bỏ luật này. Biden đề xuất tăng thuế đối với người giàu thông qua "thuế thu nhập tối thiểu của tỷ phú" để giảm thâm hụt và tài trợ cho các dịch vụ xã hội cho người nghèo.
Chính sách thương mại của Biden được mô tả là bác bỏ chính sách kinh tế tân tự do truyền thống và Đồng thuận Washington dẫn đến việc chuyển hoạt động sản xuất ra nước ngoài và do đó dẫn đến phản ứng dữ dội của dân túy. Biden đề xuất và ban hành thuế quan có mục tiêu đối với các ngành công nghiệp chiến lược của Trung Quốc để bảo vệ việc làm trong ngành sản xuất và chống lại tham vọng công nghệ và quân sự của Trung Quốc. Biden không có tên trong danh sách bỏ phiếu trong cuộc bầu cử sơ bộ ngày 23 tháng 1 tại New Hampshire, nhưng ông đã giành chiến thắng trong chiến dịch viết tay với 63,8% số phiếu bầu. Ông muốn South Carolina là nơi diễn ra cuộc bầu cử sơ bộ đầu tiên và đã giành chiến thắng tại tiểu bang đó vào ngày 3 tháng 2 với 96,2% số phiếu bầu.  Biden nhận được 89,3% số phiếu bầu tại Nevada và 81,1% số phiếu bầu tại Michigan, với "Không có ứng cử viên nào trong số này" và "Không cam kết" lần lượt đứng thứ hai tại mỗi tiểu bang. Vào ngày 5 tháng 3 ("Siêu thứ Ba"), ông đã giành chiến thắng tại 15 trong số 16 cuộc bầu cử sơ bộ, giành được 80% số phiếu bầu trở lên tại 13 cuộc bầu cử trong số đó. Vào ngày 12 tháng 3, ông đã đạt được hơn 1.968 đại biểu cần thiết để giành được đề cử của Đảng Dân chủ, trở thành ứng cử viên được cho là hợp lệ.

### Phong trào không cam kết và từ bỏ chiến dịch của Biden
Phong trào bỏ phiếu phản đối chiến tranh Israel–Hamas bắt đầu là các phong trào nhắm vào chính sách của Biden đối với chiến tranh Israel-Hamas. Sau một cuộc bỏ phiếu "chưa cam kết" đáng chú ý tại tiểu bang Michigan của Hoa Kỳ, các nhà hoạt động đã tìm cách sao chép cuộc biểu tình ở các tiểu bang khác của Hoa Kỳ. Một phong trào Bỏ rơi Biden song song đã phát triển, thúc giục Biden từ bỏ cuộc đua tổng thống. Cuộc bỏ phiếu chưa cam kết là sự phản đối lớn nhất đối với chiến dịch tranh cử tổng thống năm 2024 của Joe Biden và nhận được tổng số phiếu bầu cao hơn nhiều ứng cử viên trong cuộc bầu cử sơ bộ tổng thống của Đảng Dân chủ năm 2020, bao gồm Amy Klobuchar, Cory Booker, Beto O'Rourke và phó tổng thống của Biden là Kamala Harris. Những cuộc bỏ phiếu chưa cam kết cũng đạt được tỷ lệ phiếu bầu cao hơn so với chiến dịch năm 2020 của Pete Buttigieg, với chi tiêu chỉ bằng một phần nhỏ.

### Tuổi tác và sức khỏe của Biden
Biden đã 78 tuổi khi nhậm chức, khiến ông trở thành người lớn tuổi nhất nhậm chức tổng thống. Biden cũng lớn tuổi hơn khi nhậm chức so với Ronald Reagan, người lớn tuổi nhất trước đó, khi rời nhiệm sở. Những lo ngại về sức khỏe liên quan đến Biden xuất hiện trong nhiệm kỳ tổng thống của ông, chủ yếu là về tuổi tác và khả năng đảm nhiệm nhiệm kỳ thứ hai của ông. Trong một báo cáo trên Journal on Active Aging, các bác sĩ lưu ý rằng ông có "hồ sơ sức khỏe đặc biệt" so với tuổi của mình và một đánh giá y tế do bác sĩ Kevin O'Connor thực hiện đã chứng thực sự nhạy bén về mặt thể chất của ông. Dan Zak của tờ Washington Post đã mô tả chính phủ Hoa Kỳ là một chế độ lão trị với lễ nhậm chức của Biden.
Vào tháng 7 năm 2024, tờ New York Times đưa tin rằng Kevin Cannard, một bác sĩ thần kinh đến từ Trung tâm Y tế Quân đội Quốc gia Walter Reed chuyên về các rối loạn vận động như bệnh Parkinson, đã đến thăm Nhà Trắng tám lần trong tám tháng qua, bao gồm một cuộc họp với bác sĩ của Biden. Báo cáo đã gây ra tranh cãi khi O'Connor thách thức nó, trích dẫn sự xuất hiện của Cannard trong chính quyền của Barack Obama và nhân viên trong Nhà Trắng mắc các rối loạn thần kinh.

### Tranh luận với Trump
Biden và Trump đã đối đầu nhau trong một cuộc tranh luận trên truyền hình vào ngày 27 tháng 6 năm 2024. Trump được các chuyên gia bình luận của The Hill, CNN, Politico, The New York Times, USA Today, Business Insider, và Vox tuyên bố là người chiến thắng trong cuộc tranh luận. Các chuyên gia bình luận của MSNBC,The Cook Political Report, The Guardian, và Los Angeles Times lập luận rằng mặc dù Trump không thắng cuộc tranh luận, nhưng Biden "rõ ràng đã thua".
Biden đã bị chỉ trích rộng rãi sau cuộc tranh luận trên truyền hình với Trump vào ngày 27 tháng 6 năm 2024, với nhiều đảng viên Dân chủ đặc biệt chỉ trích màn trình diễn, trong đó Biden có vẻ ngoài yếu ớt và nói giọng khàn khàn, và không nhớ lại số liệu thống kê hoặc bày tỏ ý kiến của mình một cách mạch lạc trong nhiều lần. Một số chuyên mục báo đã tuyên bố Trump là người chiến thắng, và các cuộc thăm dò cho thấy phần lớn công chúng tin rằng Trump đã thắng. Sau màn trình diễn của Biden tại cuộc tranh luận, nhiều Đảng viên Dân chủ đã kêu gọi ông rút lui khỏi cuộc đua, dẫn đến tình trạng hỗn loạn chính trị trong đảng mà giới truyền thông gọi là "cuộc khủng hoảng Biden".

## Hậu quả sau cuộc tranh luận
Vào ngày 17 tháng 7, ABC News đưa tin rằng lãnh đạo phe thiểu số tại Hạ viện Hakeem Jeffries và lãnh đạo phe đa số tại Thượng viện Chuck Schumer đã gặp Biden vào ngày 12 và 13 tháng 7 và đã bày tỏ mối quan ngại với Biden về những thất bại của đảng Dân chủ tại Quốc hội. Biden được cho là đã nói với Schumer rằng ông cần thêm một tuần nữa để đưa ra quyết định. Jeffrey Katzenberg, đồng chủ tịch chiến dịch, được cho là đã cảnh báo Biden vào ngày 17 tháng 7 rằng các nhà tài trợ đang ngừng tài trợ cho chiến dịch của ông, mặc dù Katzenberg đã phản đối đặc điểm đó trong cuộc thảo luận của họ.
Tối hôm đó, Biden có kết quả xét nghiệm dương tính với COVID-19. Ông đã trải qua các triệu chứng nhẹ, bao gồm ho, sổ mũi và "khó chịu nói chung". Tuy nhiên, hình ảnh ông trông yếu ớt khi bước ra khỏi Air Force One trên đường đến nơi cách ly tại nhà riêng ở Rehoboth Beach, Delaware, đã làm dấy lên thêm nhiều đồn đoán về sức khỏe của ông. Tờ New York Times đưa tin rằng Biden "tiếp thu hơn" việc rút đề cử của mình. Trong các cuộc trò chuyện qua điện thoại, cựu chủ tịch Hạ viện Nancy Pelosi đã nói với Biden rằng bà bi quan về ứng cử của ông. Vào ngày 18 tháng 7, Axios đưa tin rằng Đảng Dân chủ tin rằng Biden sẽ rời khỏi cuộc bầu cử, với lý do là áp lực từ Jeffries và Schumer, các cuộc thăm dò nội bộ và những lời chỉ trích. Tờ New York Times đưa tin vào ngày hôm đó rằng Biden đang cân nhắc rằng ông có thể phải rút lui. CNN đưa tin rằng vào ngày 20 tháng 7, Biden đã gặp các cố vấn Steve Ricchetti và Mike Donilon, trong đó họ kết luận rằng số liệu thăm dò ngày càng tệ và mất đi sự ủng hộ của đảng đã khiến chiến dịch không có chiến lược khả thi để phục hồi. Đến tối ngày 20 tháng 7, Biden bắt đầu lên kế hoạch rút lui khỏi cuộc đua với Ricchetti, Donilon và các cố vấn thân cận và hoàn toàn cam kết với quyết định vào sáng ngày 21 tháng 7.

### Joever
Trước khi Biden rút lui, từ Joever, một từ ghép của Joe và over, đã được các nhà phê bình và phương tiện truyền thông sử dụng để mô tả tình trạng chiến dịch của Biden. Mặc dù từ này lần đầu tiên được tạo ra trong một meme trên bảng hình ảnh /pol/ của 4chan vào năm 2020, nhưng việc sử dụng từ này trong các bài đăng trên mạng xã hội và các câu chuyện truyền thông lớn đã tăng đột biến đáng kể sau cuộc tranh luận.

## Phản ứng chiến dịch
Ban đầu, chiến dịch tranh cử của Biden đã cố gắng vượt qua những lời chỉ trích và tiếp tục giành được đề cử.

### Chiến lược
Sau những lời kêu gọi Biden rút lui sau những lời chỉ trích về màn trình diễn tranh luận của ông, chiến dịch tranh cử của Biden đã sử dụng một chiến lược để giảm bớt sự dai dẳng của các bình luận tìm cách rút lui của Biden cho đến khi ông được chính thức đề cử trong một cuộc bỏ phiếu điểm danh ảo được cho là trước Đại hội toàn quốc của Đảng Dân chủ, được mô tả là về cơ bản là "làm hết thời gian".

### Chính sách
Để đáp lại những lời chỉ trích sau cuộc tranh luận, Biden đã công bố một số chính sách tiến bộ, bao gồm cải cách Tòa án Tối cao để áp đặt giới hạn nhiệm kỳ và một bộ quy tắc đạo đức ràng buộc, một tu chính án hiến pháp để thiết lập thẩm quyền truy tố đối với các hành động của tổng thống, lệnh cấm vũ khí tấn công trên toàn quốc và hạn chế tăng tiền thuê nhà. Tuy nhiên, khi công bố kế hoạch của mình tại một cuộc họp của NAACP, ông đã đọc nhầm máy nhắc chữ và tuyên bố sai lầm rằng mức trần sẽ là 55 đô la, không phải 5%.

## Rút lui
Vào ngày 21 tháng 7, tài khoản X chính thức của Biden đã đăng một lá thư thông báo về việc ông rút lui. Trong lá thư, ông viết, "Và mặc dù tôi có ý định tái tranh cử, tôi tin rằng việc tôi từ chức và tập trung hoàn toàn vào việc hoàn thành nhiệm vụ của mình với tư cách là Tổng thống trong thời gian còn lại của nhiệm kỳ là vì lợi ích tốt nhất của đảng tôi và đất nước." Sau đó cùng ngày, một bài đăng từ cùng một tài khoản đã ủng hộ Harris, phó tổng thống từ năm 2021, là người thay thế ông trong cuộc đua giành chức tổng thống.
Vào ngày 24 tháng 7 năm 2024, trong lần xuất hiện đầu tiên kể từ khi rút khỏi cuộc đua tổng thống, Tổng thống Biden đã giải thích quyết định của mình. Phát biểu từ Phòng Bầu dục, ông tuyên bố rằng lý do của ông là "bảo vệ nền dân chủ". Phát biểu về các chiến dịch tranh cử tổng thống, ông nhận xét, "Nước Mỹ sẽ phải lựa chọn giữa việc tiến lên hay lùi lại, giữa hy vọng và hận thù, giữa đoàn kết và chia rẽ".

## Thay thế ứng cử viên

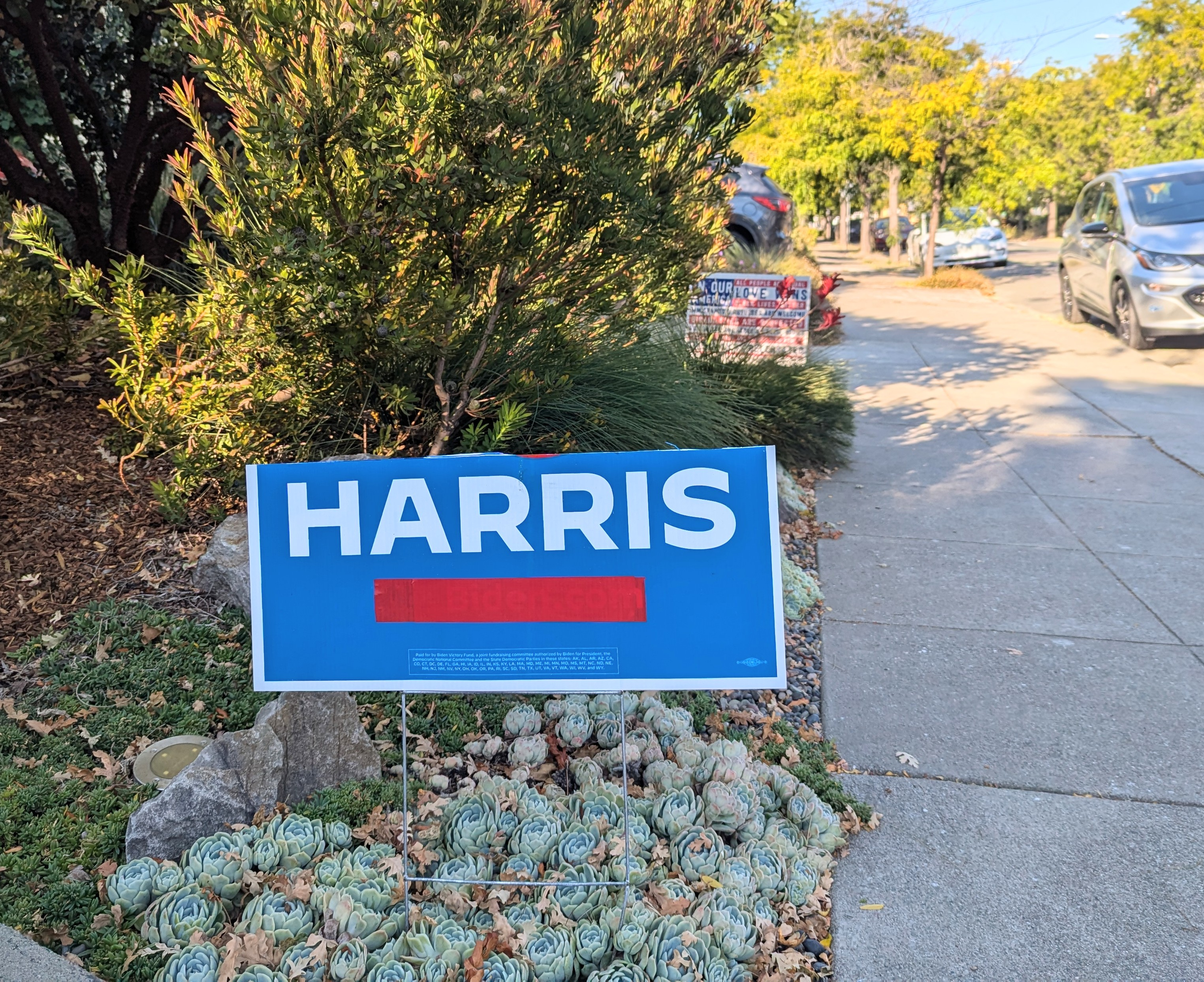
Biển hiệu sân Biden/Harris có tên Biden bị gỡ bỏ, tại Oakland, CA, một ngày sau khi Biden rút lui

Các đại biểu cam kết của Biden đã được giải phóng sau khi ông từ chức khỏi cuộc đua. Một ứng cử viên nhận được 300 chữ ký từ các đại biểu sẽ xuất hiện trên lá phiếu của đại hội. Một ứng cử viên phải nhận được đa số phiếu bầu của đại biểu tại đại hội để trở thành người được đề cử; nếu ban đầu không có ứng cử viên nào nhận được đa số phiếu bầu, thì thêm 700 siêu đại biểu được phép bỏ phiếu cho một ứng cử viên. Tất cả gần 3.800 đại biểu trước đó đã cam kết với Biden đều không bị ràng buộc. Bất chấp sự ủng hộ của Biden đối với Harris, các quy tắc của Ủy ban Quốc gia Dân chủ không yêu cầu những đại biểu này phải tuân theo khuyến nghị của ông và ủng hộ người kế nhiệm được ông lựa chọn.
Trong một cuộc khảo sát các đại biểu của Associated Press vào ngày 22 tháng 7 năm 2024, Harris đã trở thành ứng cử viên được cho là mới sau khi nhận được lời cam kết từ hơn một nửa số đại biểu. Vào ngày 5 tháng 8, Harris đã chính thức được đề cử, và được chứng nhận là ứng cử viên tổng thống của đảng Dân chủ vào đêm đó.

## Phản ứng chính trị

### Ở Hoa Kỳ

#### Đảng Dân chủ
Các cựu tổng thống Bill Clinton và Barack Obama đã ca ngợi công việc của Biden với tư cách là tổng thống, với Obama viết rằng "Joe Biden là một trong những tổng thống có ảnh hưởng nhất của nước Mỹ" và rằng Biden "sẽ không đưa ra quyết định này trừ khi ông tin rằng nó đúng đắn cho nước Mỹ". Nhiều đảng viên Dân chủ ca ngợi quyết định của Biden là "vô tư", chẳng hạn như Nghị sĩ Nam Carolina Jim Clyburn, cố vấn của Obama David Axelrod và Nghị sĩ Ohio Greg Landsman, với Lãnh đạo phe đa số tại Thượng viện Chuck Schumer viết rằng Biden "một lần nữa đặt đất nước, đảng của ông và tương lai của chúng ta lên hàng đầu" hơn bản thân ông. Cựu Ngoại trưởng và ứng cử viên tổng thống Hillary Clinton cũng làm như vậy và ủng hộ Harris.

#### Chiến dịch tranh cử của Trump

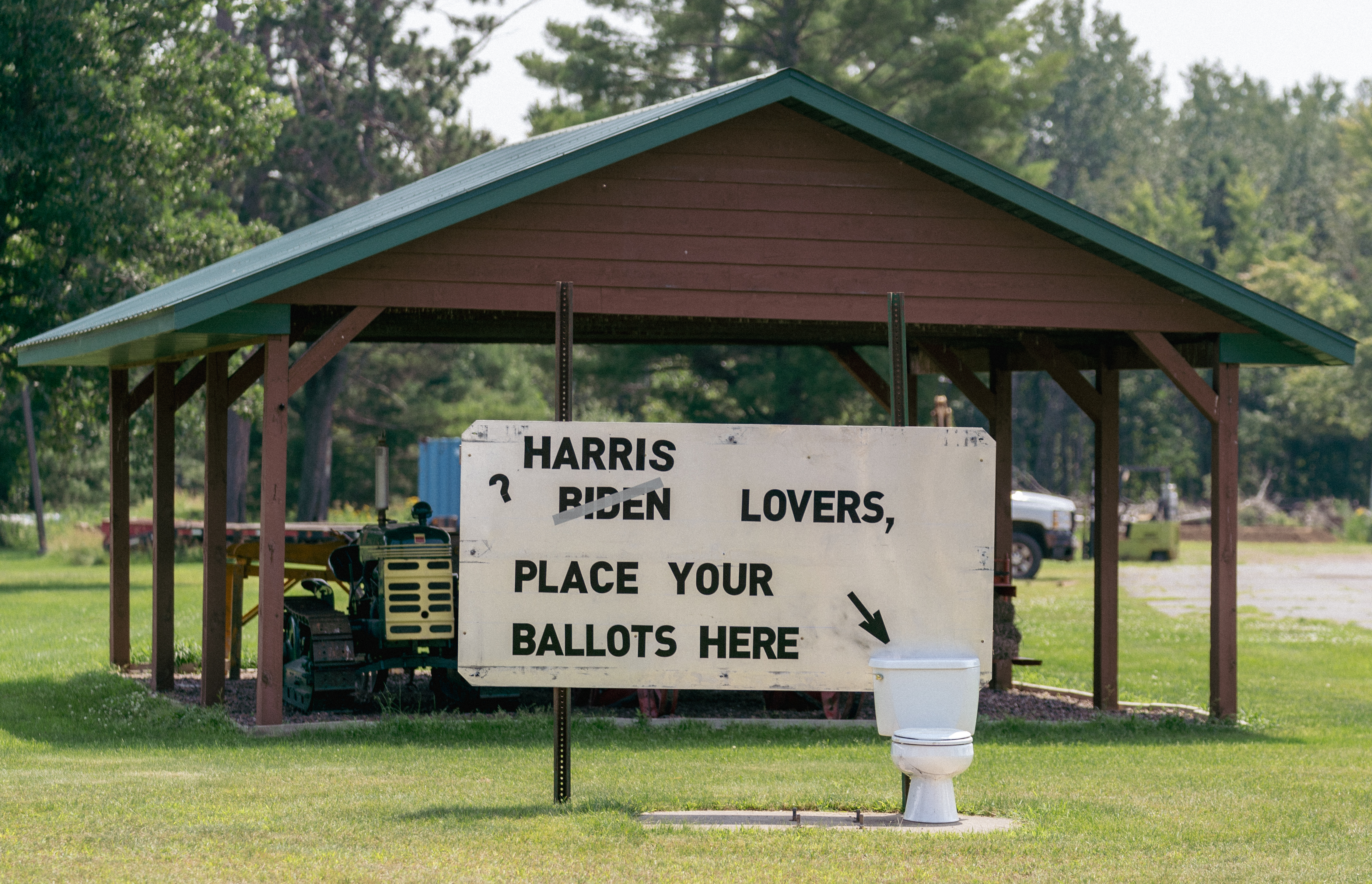
Biển báo phản đối Biden ở Willow River, Minnesota, sau đó được sửa đổi thành biển báo phản đối Harris.

Sau thông báo rút lui của Biden, Trump đã đưa ra một tuyên bố trên nền tảng truyền thông xã hội của mình, Truth Social, lập luận rằng đối thủ cũ của ông "không đủ điều kiện để tranh cử Tổng thống và chắc chắn không đủ điều kiện để phục vụ", gọi ông là "tổng thống tệ nhất, cho đến nay, trong lịch sử quốc gia chúng ta". Chiến dịch tái tranh cử của Trump đã chuẩn bị các hồ sơ nghiên cứu đối lập về Kamala Harris và Thống đốc Pennsylvania Josh Shapiro. Chiến dịch dự định công bố thông điệp chỉ trích Harris tại Đại hội toàn quốc của Đảng Cộng hòa, nhưng cuối cùng đã quyết định không làm như vậy.
Trump phàn nàn về việc Biden rút lui trong bài đăng trên Truth Social ngày 21 tháng 7 và yêu cầu Đảng Cộng hòa phải được hoàn trả số tiền họ đã chi cho chiến dịch chống lại Biden. Trump cũng so sánh sự ủng hộ của Đảng Dân chủ đối với việc thay thế Biden là một "cuộc đảo chính". Ngôn ngữ "đảo chính" của Trump đã được các chính trị gia và chiến lược gia Cộng hòa khác bắt chước rộng rãi và trong một bài xã luận của Josh Hammer (một biên tập viên cấp cao của Newsweek).

### Phản ứng quốc tế
Úc: Thủ tướng Anthony Albanese ca ngợi Biden, nói rằng ông "đã chủ trì một nền kinh tế chứng kiến việc làm tăng lên, chứng kiến tiền lương tăng lên và chứng kiến quá trình chuyển đổi đang diễn ra khi thế giới hướng tới mức phát thải ròng bằng không. Cũng như ông ấy đang đứng lên về các vấn đề như bình đẳng giới. Tổng thống Biden là một người bạn tuyệt vời của Úc và điều đó sẽ tiếp tục," cũng tuyên bố rằng "Liên minh Úc–Hoa Kỳ chưa bao giờ mạnh mẽ hơn với cam kết chung của chúng tôi đối với các giá trị dân chủ, an ninh quốc tế, thịnh vượng kinh tế và hành động vì khí hậu cho thế hệ này và các thế hệ tương lai".
 Brazil: Tổng thống Luiz Inácio Lula da Silva đã nói về Biden, "Chỉ có ông ấy mới có thể quyết định liệu ông ấy có phải là ứng cử viên hay không" và "...mối quan hệ của Brazil sẽ là với bất kỳ ai được bầu."
 Canada: Thủ tướng Justin Trudeau cho biết: "Tôi đã biết Tổng thống Biden nhiều năm rồi. Ông ấy là một người đàn ông tuyệt vời và mọi việc ông ấy làm đều xuất phát từ tình yêu dành cho đất nước. Với tư cách là Tổng thống, ông ấy là đối tác của người dân Canada—và là một người bạn thực sự. Xin cảm ơn Tổng thống Biden và Đệ nhất phu nhân."
 Trung Quốc: Trong cuộc họp báo thường kỳ ngày 22 tháng 7, người phát ngôn Bộ Ngoại giao Trung Quốc Mao Ninh từ chối bình luận và cho biết "cuộc bầu cử tổng thống là vấn đề nội bộ của Hoa Kỳ".
 Cộng hòa Séc: Thủ tướng Petr Fiala tuyên bố: "Đây chắc chắn là quyết định của một chính khách đã phục vụ đất nước trong nhiều thập kỷ. Đây là một bước đi có trách nhiệm và khó khăn về mặt cá nhân, nhưng nó càng có giá trị hơn. Tôi đang cầu nguyện cho Hoa Kỳ rằng một tổng thống tốt sẽ xuất hiện từ cuộc cạnh tranh dân chủ giữa hai ứng cử viên mạnh mẽ và ngang hàng."
 Đức: Thủ tướng Olaf Scholz đã đăng một tuyên bố trên X, nêu rõ "Joe Biden đã đạt được rất nhiều thành tựu: cho đất nước ông, cho châu Âu, cho thế giới... Nhờ ông, hợp tác xuyên Đại Tây Dương được thắt chặt, NATO mạnh mẽ và Hoa Kỳ là đối tác tốt và đáng tin cậy của chúng tôi. Quyết định không tái tranh cử của ông xứng đáng được ghi nhận."
 Ireland: Trong một tuyên bố, Thủ tướng Simon Harris đã gửi lời cảm ơn tới Biden, nói rằng: "Thay mặt cho người dân và chính phủ Ireland. Tôi ... muốn cảm ơn ngài Tổng thống vì sự lãnh đạo toàn cầu và tình bạn của ngài khi ngài tuyên bố rằng ngài sẽ không tham gia cuộc bầu cử Tổng thống Hoa Kỳ năm 2024... Joe Biden, trong tất cả các chức vụ mà ông đã đảm nhiệm, luôn là tiếng nói kiên định và là người làm việc nhiệt thành vì hòa bình trên đảo Ireland và đất nước chúng ta nợ ông một món nợ lớn vì điều này." Phó thủ tướng Micheál Martin cho biết ông đã nghe về quyết định của Biden "với cả nỗi buồn và sự ngưỡng mộ... Đây chắc chắn là một trong những lời kêu gọi khó khăn nhất, nhưng đã được thực hiện, như mọi khi, với phẩm giá và đẳng cấp. Tôi biết rằng người dân Ireland sẽ chúc Tổng thống Biden những điều tốt đẹp nhất".
 Israel: Tổng thống Isaac Herzog cảm ơn Biden "vì tình bạn và sự ủng hộ kiên định của ông đối với người dân Israel trong suốt sự nghiệp kéo dài hàng thập kỷ của ông", trong một tuyên bố trên mạng xã hội, tiếp tục: "Là Tổng thống Hoa Kỳ đầu tiên đến thăm Israel trong thời chiến, là người nhận Huân chương Danh dự của Tổng thống Israel và là đồng minh thực sự của người Do Thái, ông là biểu tượng của mối liên kết không thể phá vỡ giữa hai dân tộc chúng ta". Bộ trưởng Quốc phòng Yoav Gallant cho biết: "Cảm ơn Tổng thống Joe Biden, vì sự ủng hộ không ngừng nghỉ của ông đối với Israel trong nhiều năm qua. Sự ủng hộ kiên định của ông, đặc biệt là trong thời chiến, là vô giá. Chúng tôi biết ơn sự lãnh đạo và tình bạn của ông".
 Nhật Bản: Thủ tướng Fumio Kishida cho biết Biden đã đưa ra quyết định chính trị tốt nhất và rằng, "Không cần phải nói, liên minh Nhật Bản–Hoa Kỳ là trụ cột của ngoại giao và an ninh của Nhật Bản, vì vậy chúng tôi sẽ theo dõi chặt chẽ các diễn biến trong tương lai."
 Mexico: Tổng thống Andrés Manuel López Obrador mô tả Biden là một "nhà lãnh đạo giỏi" với "những kết quả rất tốt". Ông nói thêm: "Về mặt chính trị, ông ấy đưa ra quyết định không tham gia tái tranh cử, điều đó tùy thuộc vào những người là thành viên của Đảng Dân chủ quyết định, chúng tôi sẽ tiếp tục tìm cách duy trì mối quan hệ tốt đẹp với chính phủ Hoa Kỳ."
 New Zealand: Thủ tướng Christopher Luxon tuyên bố: "Tổng thống Biden đã cống hiến cả cuộc đời mình cho công tác phục vụ công chúng, và đó là điều đáng được tôn trọng. Tôi cảm ơn Tổng thống vì sự lãnh đạo của ông đối với Hoa Kỳ và cam kết của ông đối với New Zealand. Và tôi mong muốn được làm việc với ông trong suốt thời gian còn lại của nhiệm kỳ tổng thống của ông."
 Na Uy: Thủ tướng Jonas Gahr Støre nói với Reuters: "Tôi tôn trọng quyết định không tái tranh cử của Tổng thống Joe Biden. Ông biện minh cho quyết định này bằng cách nói rằng ông muốn đặt đất nước lên trên bản thân mình. Lý lẽ đó đáng được tôn trọng... Joe Biden là một trong những chính trị gia nổi bật nhất của Hoa Kỳ trong nhiều thập kỷ và là một tổng thống đã thực hiện một số cải cách quan trọng. Tôi đặc biệt khen ngợi ông vì sự lãnh đạo của ông tại NATO và mong muốn được làm việc với Biden với tư cách là tổng thống Hoa Kỳ cho đến cuối tháng 1."
 Philippines: Tổng thống Bongbong Marcos mô tả việc Biden rút lui là "một minh chứng cho tài năng chính trị thực sự" và cảm ơn ông vì "sự ủng hộ liên tục và không lay chuyển của ông đối với Philippines trong thời điểm khó khăn và tế nhị".
 Ba Lan: Thủ tướng Donald Tusk phát biểu trên X: "Ngài Tổng thống @JoeBiden, nhiều lần ngài đã đưa ra những quyết định khó khăn khiến Ba Lan, Hoa Kỳ và thế giới an toàn hơn, dân chủ và tự do mạnh mẽ hơn. Tôi biết rằng ngài đã được hướng dẫn bởi những nguyên tắc tương tự khi công bố quyết định mới nhất của mình. Có lẽ là quyết định khó khăn nhất trong cuộc đời ngài."
 Nga: Người phát ngôn Điện Kremlin Dmitry Peskov tuyên bố rằng Nga tập trung nhiều hơn vào các mục tiêu của mình trong cuộc xâm lược đang diễn ra ở Ukraina hơn là kết quả của cuộc bầu cử.
 Tây Ban Nha: Thủ tướng Pedro Sánchez phát biểu trên X: "Tôi vô cùng ngưỡng mộ và ghi nhận quyết định dũng cảm và đầy phẩm giá của tổng thống @JoeBiden. Nhờ sự quyết tâm và khả năng lãnh đạo của mình, Hoa Kỳ đã vượt qua cuộc khủng hoảng kinh tế sau đại dịch và cuộc tấn công nghiêm trọng vào Điện Capitol và đã nêu gương trong việc ủng hộ Ukraine trước sự xâm lược của Nga do Putin thực hiện. Một cử chỉ tuyệt vời từ một tổng thống vĩ đại luôn đấu tranh cho dân chủ và tự do."
 Ukraina: Tổng thống Volodymyr Zelenskyy cho biết đất nước ông tôn trọng "quyết định cứng rắn nhưng mạnh mẽ" của Biden và biết ơn "sự ủng hộ không ngừng nghỉ" của ông đối với cuộc đấu tranh giành tự do của Ukraine" và rằng "[nhiều] quyết định mạnh mẽ đã được đưa ra trong những năm gần đây và chúng sẽ được ghi nhớ như những bước đi táo bạo của Tổng thống Biden để ứng phó với thời điểm đầy thách thức. Và chúng tôi tôn trọng quyết định cứng rắn nhưng mạnh mẽ ngày hôm nay."
 Vương quốc Anh: Thủ tướng Sir Keir Starmer đã công bố một tuyên bố trên X, nói rằng ông tôn trọng quyết định bỏ cuộc của Biden và mong muốn được làm việc với ông trong thời gian còn lại của nhiệm kỳ tổng thống. Lãnh đạo phe đối lập và cựu Thủ tướng Rishi Sunak cũng nhận xét về những thành tựu của Biden và chúc ông mọi điều tốt đẹp.
 Venezuela: Tổng thống Nicolás Maduro phát biểu tại một sự kiện vận động tranh cử rằng Biden "đã đưa ra quyết định sáng suốt và đúng đắn nhất... Ông ưu tiên gia đình và sức khỏe của mình. Ông nhận ra rằng ở độ tuổi đó và với sức khỏe yếu, ông không thể nắm quyền lãnh đạo đất nước, chứ đừng nói đến việc ứng cử tổng thống."